# Hoenselaaria wareni
Hoenselaaria wareni is een slakkensoort uit de familie van de Eulimidae. De wetenschappelijke naam van de soort werd in 2009 voor het eerst geldig gepubliceerd door Robert Moolenbeek.